# Anielin (gmina Magnuszew)

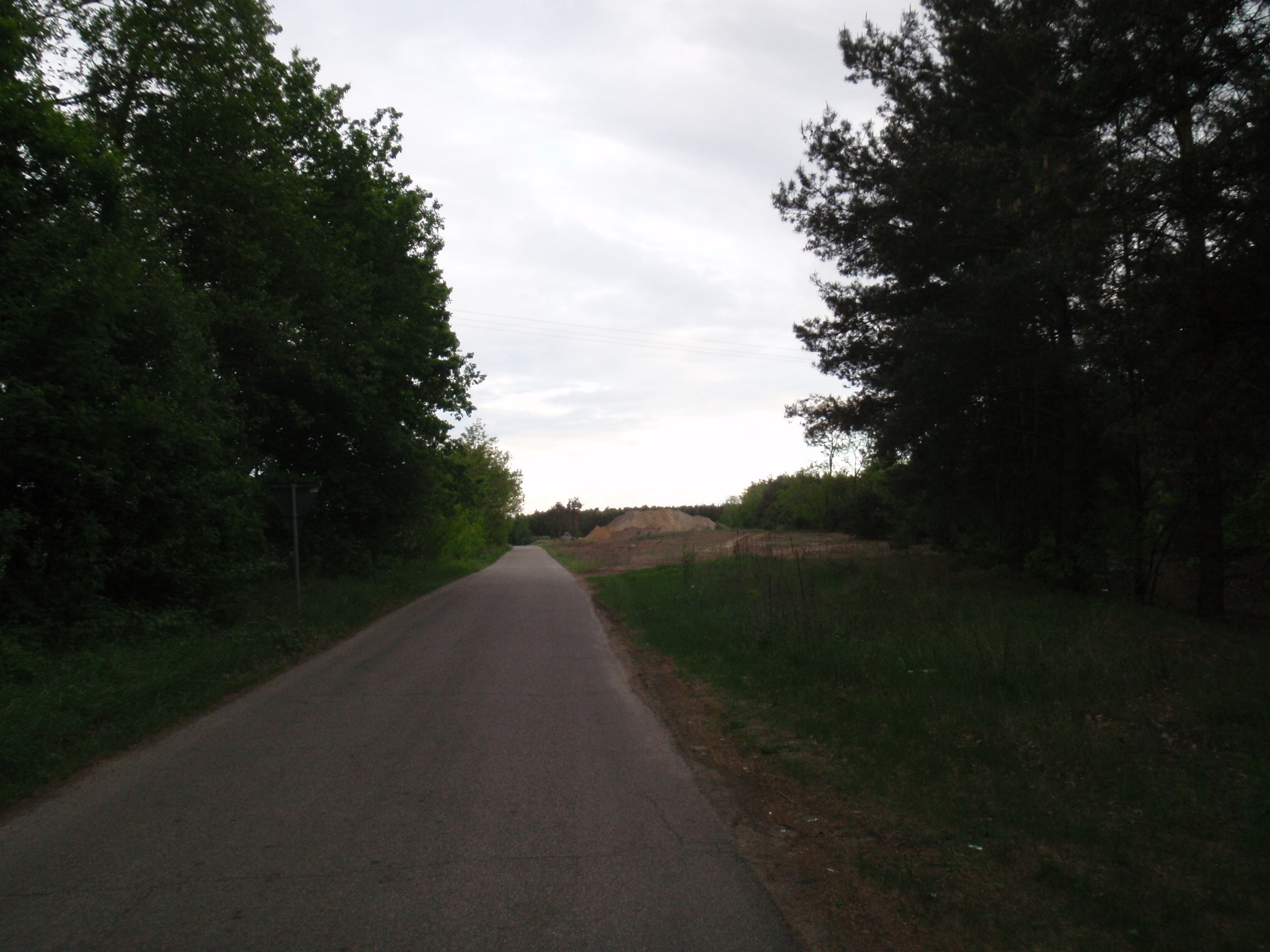
Kopalnia piachu w Anielinie

Anielin – wieś sołecka w Polsce położona w województwie mazowieckim, w powiecie kozienickim, w gminie Magnuszew.
| SIMC    | Nazwa                | Rodzaj    |
| ------- | -------------------- | --------- |
| 0628550 | Anielin Górny        | część wsi |
| 0628566 | Anielin Rozniszewski | część wsi |
| 0628572 | Kępa                 | część wsi |

W latach 1975–1998 miejscowość należała administracyjnie do województwa radomskiego.
Przez miejscowość przebiega droga wojewódzka nr 736
Wierni kościoła rzymskokatolickiego należą do parafii  Narodzenia Najświętszej Maryi Panny w Rozniszewie.

## Historia
Na leśnym wzgórzu pomnik poświęcony powstańcom styczniowym walczącym pod dowództwem płk. Władysława Kononowicza w kształcie stylizowanego betonowego białego miecza. Znajduje się w części Anielina nazywanej kiedyś Kępą Rozniszewską, miejsce otoczone niegdyś bagnami.
Przed rokiem 1890 – wieś i folwark w powiecie kozienickim, gmina i parafia Rozniszew. We wsi było 9 domów i 97 mieszkańców, 112 mórg włościańskich i 1200 mórg dworskich – folwark Anielin należał do Dóbr Rozniszewskich.